# Sing to the Sky
《Sing to the Sky》（歌向天際）為日本歌手絢香的第二張專輯，於2008年6月25日發行。

## 解說
這張唱片是絢香的第二張專輯。收錄了先前發行過的4張單曲（6首歌），被媒體稱為宛如精選集的專輯。
跟上張專輯一樣在首批專輯中，每100張會有1張附贈「GOLD TICKET」，讓幸運買到的樂迷，可以到2008年7月7日開始的全國巡迴演唱會現場，兌換絢香的神祕DVD。

## 發行版本
- CD ONLY
- CD+DVD/A（初回限定盤）（全單曲MV）
- CD+DVD/B（初回限定盤）（武道館初登場LIVE）

## 曲目

### CD
1. POWER OF MUSIC
作詞：絢香/作曲：西尾芳彦、絢香/編曲：塩谷哲
2. 歌頌愛（愛を歌おう）
作詞：絢香/作曲：絢香、西尾芳彦/編曲：十川知司
7th單曲。BEAUTÉ de KOSÉ「ESPRIQUE PRECIOUS」廣告曲。TBS電視台「報道大河スペシャルいのちの地球…」主題曲。
3. Sky
作詞：絢香/作曲：絢香、西尾芳彦/編曲：L.O.E
4. Jewelry day
作詞：絢香/作曲：西尾芳彦/編曲：L.O.E
5th單曲。電影『LAST LOVE』主題歌。
5. 晚安寶貝（グンナイベイビー）
作詞：絢香/作曲：絢香、西尾芳彦/編曲：L.O.E
6. For today
作詞：絢香/作曲：絢香、西尾芳彦/編曲：L.O.E
2007年11月14日開始配信的配信歌曲。今作首次CD化。江崎グリコ「ポッキー」廣告曲。
7. Why
作詞：絢香/作曲：絢香、西尾芳彦/編曲：L.O.E
6th單曲。PSP遊戲「核心危機：最終幻想VII」主題曲。
8. 黃金之星（ゴールドスター）
作詞：絢香/作曲：絢香、西尾芳彦/編曲：L.O.E
9. 魔法師的惡作劇（魔法使いのしわざ）
作詞：絢香/作曲：絢香、西尾芳彦/編曲：L.O.E
10. 牽手吧（手をつなごう）
作詞：絢香/作曲：絢香、西尾芳彦/編曲：L.O.E
7th單曲。電影『哆啦A夢 大雄與綠之巨人傳』主題歌。
11. 愛與謊言的真實（愛も嘘も真実）
作詞：絢香/作曲：絢香、西尾芳彦/編曲：安部潤
12. CLAP&LOVE
作詞：絢香/作曲：絢香、西尾芳彦/編曲：松浦晃久
6th單曲。TBS電視台連續劇「婆媳大戰」主題歌。
13. 因為有你（君がいるから）
作詞：絢香/作曲：絢香、西尾芳彦/編曲：亀田誠治
14. 歡迎回來（おかえり）
作詞：絢香/作曲：絢香、西尾芳彦/編曲：松浦晃久
8th單曲。富士電視台連續劇「絕對達令」主題歌。
15. 今夜也擁抱星辰...（今夜も星に抱かれて…）
作詞：絢香/作曲：絢香、西尾芳彦/編曲：塩谷哲
電影「スカイ・クロラ The Sky Crawlers」主題歌。
日本電視台「爽快情報バラエティー スッキリ!!・スッキリ!!1分劇場 スッキリ!!・クロラ The Sukkiri Crawlers」主題曲。
16. WINDING ROAD
作詞/作曲/編曲：小渕健太郎、黒田俊介、絢香
BONUS TRACK 絢香×可苦可樂合作的單曲。日產汽車CUBE 廣告曲。
17. I believe<English ver.>
作詞：絢香/作曲：絢香、西尾芳彦/英語詞：Tim Jensen/編曲：L.O.E
僅收錄在初回限定DVD版本，歌詞為1st單曲的英文翻譯，台灣並未發行DVD版本。

### DVD/A
| 全單曲音樂錄影帶 | 全單曲音樂錄影帶      |
| 曲序             | 曲目                  |
| ---------------- | --------------------- |
| 1.               | I believe             |
| 2.               | melody〜SOUNDS REAL〜 |
| 3.               | Real voice            |
| 4.               | 三日月                |
| 5.               | Jewelry day           |
| 6.               | CLAP&LOVE             |
| 7.               | Why                   |
| 8.               | 手をつなごう          |
| 9.               | 愛を歌おう            |
| 10.              | おかえり              |

### DVD/B
| 武道館初登場LIVE | 武道館初登場LIVE       |
| 曲序             | 曲目                   |
| ---------------- | ---------------------- |
| 1.               | I believe              |
| 2.               | Start to 0(Love)       |
| 3.               | Real voice             |
| 4.               | Stay with me           |
| 5.               | 1・2・3・4             |
| 6.               | Why                    |
| 7.               | Peace loving people    |
| 8.               | Jewelry day            |
| 9.               | 強くなりたい           |
| 10.              | 三日月                 |
| 11.              | 手をつなごう           |
| 12.              | I WANT YOU BACK        |
| 13.              | CLAP&LOVE              |
| 14.              | For today              |
| 15.              | 君のパワーと大人のフリ |
| 16.              | POWER OF MUSIC         |
| 17.              | ライラライ             |
| 18.              | message                |

## 外部連結
- ayaka official web site
- 天空的寫真展